# سراقة البارقي
سراقة بن مرداس بن أسماء بن خالد البارقي  (79 هـ - 698 م) شاعر من قبيلة بارق أحد شعراء صدر الإسلام والعصر الأموي، ادرك النبي محمد وشارك في معركة اليرموك. كان ظريفًا باهر الجمال حلو الحديث حاضر البديهة حَسَن التَّفَلُّت من عدوّه في المآزق، قرّبه ذلك كلّه من قلوب الملوك ومجالسهم، كانت بينه وبين جرير مهاجاة، ناقض جريراً والفرزدق وغلَّب الفرزدق على جرير حين عَزَّ من يَجْرؤ على ذلك.كان ممن قاتل المختار الثقفي سنة (66هـ-685 م) بالكوفة. له شعر في هجائه. وأسره أصحاب المختار، وحملوه إليه، فأمر بإطلاقه في خبر طويل فذهب إلى مصعب بن الزبير، بالبصرة، ومنها إلى دمشق. ثم عاد إلى العراق مع بشر بن مروان والي الكوفة، بعد مقتل المختار. ولما ولي الحجاج بن يوسف العراق هجاه سراقة، فطلبه، ففر إلى الشام، وتوفي بها.

## النسب
سراقة بن مرداس بن أسماء بن خالد بن الحارث بن عوف بن عمرو بن سعد بن ثعلبة بن كنانة بن البارقي بن بارق بن عدي بن حارثة بن عمرو مزيقياء بن عامر ماء السماء بن حارثة الغطريف بن امريء القيس بن ثعلبة بن مازن بن الأزد.

## النشأة
كان له نسب كريم فهو من بني الحارث بن عوف أشهر بطون بارق في الجاهلية والإسلام ولد في بارق في السنة الثانية قبل الهجرة تقريباُ وقولة: أَنَّى كَبِرتُ وَأَنَّ رَأسِى أَشيَبُ *** وَرَأَت عَذَارَى أَدرَكَت فِى بَارِقٍ . نشاء سراقة في بارق وعاش فيها وتعلم الشعر مبكرًا علي لسان جده الشاعر أسماء بن خالد البارقي وتشرب منه الشعر. قدم مع قومة بارق إلى الرسول محمد وهوه فتى في السنة 9 هـ وهاجر مع ابية وبعض قومة إلى العراق للجاهد واستقرو بالكوفة. وذكر ابن عساكر انه شهد معركة اليرموك في السنة 15 هـ.

## الذكاء
برز ذكاؤه وحسن تَفَلّته بين يَدَي خصمه، حين وقع في الأَسْر في قتاله المختار الثقفي، ونجا من القَتْل، بقوله مخاطبًا المختار حين أمر بقتله:
واللهِ يا أمينَ آل محمّد، إنّك تعلم أنّ هذا ليس باليوم الذي تقتلني فيه!
قال: ففي أي يومٍ أقتلك؟
قال: يوم تضعُ كُرْسيّك على باب مدينة دمشق، فتدعو بي يومئذٍ فتضرب عُنُفي.
فقال المختار لأصحابه: يا شُرطةَ الله! من يرفع حديثي؟ ثم خلّى عنه.
فقال سراقةـ وكان المختار يُكَنّى أبا إسحاق:

## الفخر
أتى سراقة على كثيرٍ من أغراض الشعر، فكان الوصف والمدح والفخر والحماسة، والرثاء والهجاء والحكمة، والنّاظر في لاميّته يجدها تعِجّ بالفخر بمآثر قومه بارق وقوم اهله الأزد، ومنها:

## الحكمة
وله في الحكمة ما يدلّ على دُربةٍ بالنّاس، ودراية بما عليه الطِّباع تَنْقاس، من ذلك قوله:

## الهجاء
أمّا هجاؤه فمُقْذِع مُوْجِع، وهو مع ذلك لا يخلو من طرافةٍ وتَفَكُّه، من ذلك هَجْوُهُ يربوعًا:

## الوصف
أمّا الوصف فقد أَنْهَبَهُ سراقة بائيّته واختصّ الفَرس بقسمٍ غير قليل من هذه الهِبَة، غير أنّ وصفه الفرس في بائيّته لا يكاد يخلو من الاستناد إلى مقصورة الأسعر الجُعْفِيّ، واستعارة كثيرٍ من ألفاظها، والبناء على بحرها، على فضلٍ في السَّبق وحُسْنٍ في التّقسيم للأسعر؛ وفيها يقول سراقة مقتفيًا أثر الأسعر:

## صفاته
كان باهر الجمال، حلو الحديث حاضر البديهة ذكايا، كان سراقة جميل الشِّعر خفيف الرّوح جيِّد القافية، ناقض جريرًا والفرزدق وغلَّب الفرزدق على جرير حين عَزَّ من يَجْرؤ على ذلك، وسائر شعره ينمّ على طَبْع، فهو سهلٌ في جملته يظنّ من سمعه أنّه يقدر عليه، فإذا أراده حار في لألائه وتقطّعت دونه أنفاسه.
كان ظريفًا
ومن آية ظَرْفه ولِيْن عبارته كلامه لجرير يوم لقيه بِمِنًى، بعد تَلاحٍ وتَهاجٍ كانا بينهما، كان الفَضْل والغَلَبة فيهما لجرير، إذْ رآه جريرٌ والنّاس مجتمعون عليه وهو يُنشد، ولم يكن جريرٌ قد رآه من قبل، فجَهَره جمالُهُ واستحسن نشيدَه، فقال جرير: من أنت؟ قال سراقة: بعضُ من أخزاه الله على يديك. قال جرير: أما واللهِ، لو عرفتك لوَهَبْتك لظَرْفك.

## تحقيقات ديوانه ومراجعه
نشر ديوان سراقة في مجلة الجمعية الملكية الآسيوية بلندن عام 1936م نقلاً عن مخطوطة بالمكتبة الأهلية في فينا، وهي منقولة عن نسخة ألمانية منقولة عن نسخة دار الكتب المصرية بالقاهرة، عن نسخة محفوظة بالآستانة. وقد عُني الدكتور حسين نصار بتحقيق ديوانه.

## الوفاة
توفي عن عمر يناهز الثمانين عاماً وقد أورد ابن كثير في البداية والنهاية اسمه عام 79 هـ في قائمة المتوفين، حيث هجى الحجاج وهرب إلى الشام وتوفي في ذلك العام.

## بعض الشوارع التي حملت اسمه
- شارع سراقة البارقي، العريجاء الغربي، الرياض، منطقة الرياض 12977، السعودية
- شارع سراقة البارقي، المصيف، الرياض، منطقة الرياض 12466، السعودية
- شارع سراقه البارقي، حفر الباطن، المنطقة الشرقية 39951، السعودية
- شارع سراقه البارقي، حي غليل، جدة، مكة المكرمة 22413، السعودية
- شارع سراقة البارقي، حي الزهور، بارق، منطقة عسير، السعودية
- سراقه بن مرداس، البركة، المدينة المنورة، منطقة المدينة 42333 3034، السعودية
- شارع سراقة البارقي، خميس مشيط، منطقة عسير، السعودية